# 해밑 (영화)
《해밑》(영어: Hammett)은 미국에서 제작된 빔 벤더스 감독의 1982년 네오누아르 미스터리 범죄 영화이다. 프레더릭 포러스트 등이 출연하였고, 로널드 콜비 등이 제작에 참여하였다.

## 출연진
- 프레더릭 포러스트
- 피터 보일
- 매릴루 헤너
- 로이 키니어
- 엘리샤 쿡 주니어
- 리디아 레이
- R. G. 암스트롱
- 리처드 브래드퍼드
- 마이클 차우
- 데이비드 패트릭 켈리
- 실비아 시드니
- 잭 낸스
- 로열 데이노
- 폭스 해리스

## 기타 제작진
- 협력프로듀서: 모나 스케이거
- 배역: 재닛 허션슨, 바버라 존슨, 제인 젱킨스
- 미술: 딘 태벌레리스
- 의상: 루스 몰리